# Pachymitus cardaminoides
Pachymitus cardaminoides är en korsblommig växtart som först beskrevs av Ferdinand von Mueller, och fick sitt nu gällande namn av Otto Eugen Schulz. Pachymitus cardaminoides ingår i släktet Pachymitus och familjen korsblommiga växter. Inga underarter finns listade i Catalogue of Life.